# Гуаканаябо
Гуаканаябо (исп. Golfo de Guacanayabo) — залив в Карибском море у юго-восточного побережья Кубы. Площадь залива составляет 8362 км². Средняя солёность вод 36,53 ‰ при максимальной равной 38,90 ‰ и минимальной 32,50 ‰.
Воды залива омывают провинции Гранма и Лас-Тунас. Крупнейший порт — Мансанильо, находящийся на северо-западе Гуаканаябо. В залив впадает десять рек, главной из которых является Кауто, сток которой составляет 1987 миллионов м³ в год.
Средняя скорость течения воды в заливе составляет 8,85 см/с.

## Климат
Климат в зоне залива тропический, среднегодовая температура лежит в пределах 25-28 °C, годовое количество осадков равно 1133 мм, испарение — 2400 мм. Ярко выражены два периода: влажный, с мая по октябрь, и засушливый, с ноября по апрель.

## Рыболовство
В заливе осуществляется промысел рыбы. Среднегодовой улов составляет 3658 тонн. Основными промысловыми видами рыбы являются плоская сардинелла (32,5 % всей рыбы), обыкновенный пятнистый орляк и Diapterus auratus